# 鈴鹿山脈

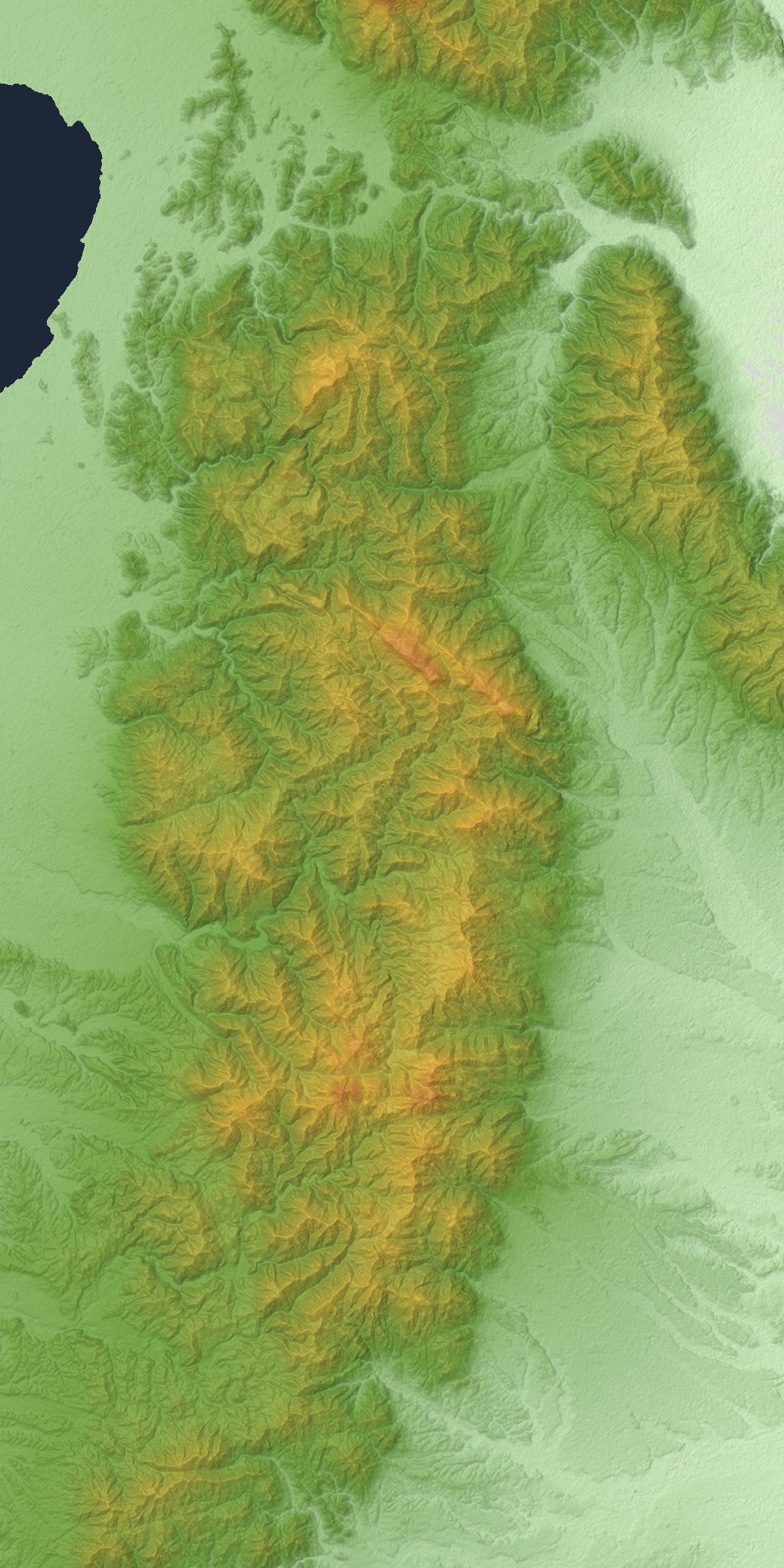
鈴鹿山脈地形圖

鈴鹿山脈（日语：／ Suzuka Sanmyaku */?）是位於日本岐阜縣、三重縣、滋賀縣交界的山脈。一般指關原南方的靈仙山至鈴鹿峠的山區。亦有認為南端在油日岳。

## 概要
鈴鹿山脈南部與北部以石灰岩為主，地勢平緩，御池岳及藤原岳山頂可見喀斯特地形。藤原岳亦有大規模石灰岩開採活動。另一方面，中部的龍岳南面至入道岳則屬花崗岩質，山容銳利。三重縣側較為險峻，滋賀縣側較為平緩。整體大約是在200〜100萬年前開始隆起，山脈東麓的逆斷層在第四紀後期以後持續活動。
最高峰為御池岳（1247 米）。山脈最著名、最多登山客的山岳則是御在所岳。三重縣側菰野町的山腰地帶有湯之山溫泉，並有空中纜車直達山頂。御在所岳山頂有三重縣內唯一的滑雪場御在所滑雪場。另外，御在所岳的藤內壁是攀岩聖地。
山脈一帶現為鈴鹿國定公園的一部分。

## 歷史
- 1942年（昭和17年）12月1日：山麓的鈴鹿郡2町12村合併成立鈴鹿市。
- 1959年（昭和34年）4月：御在所空中纜車（日语：御在所ロープウェイ）開業。
- 1960年（昭和35年）7月：御在所岳的山上公園日本長鬃山羊中心（日语：日本カモシカセンター）開園。2006年（平成18年）11月30日閉園。
- 1964年（昭和39年）：首屆「鈴鹿七山（日语：鈴鹿セブンマウンテン）登山大會」[2]。
- 1968年（昭和43年）7月22日：鈴鹿山脈一帶成立鈴鹿國定公園[1]。
- 1972年（昭和47年）：鈴鹿Skyline（日语：鈴鹿スカイライン）開通。
- 1997年（平成9年）11月：鈴鹿Skyline全區間免費。
- 2008年（平成20年）9月2日 - 3日：受到豪雨[3]影響，國道477號（日语：国道477号）鈴鹿Skyline等多條道路中斷。2011年（平成23年）11月1日恢復通車。

- 2011年（平成23年）3月26日：國道421號（日语：国道421号）石榑峠道路開通。

## 主要山岳
鈴鹿山脈大致呈南北走向。御池岳與御在所岳西側有分岔出的山脊。
| 山容 | 名稱     | 標高 （m） | 三角點 等級             | 與御池岳的 距離（km） | 備註                                 |
| ---- | -------- | ---------- | ----------------------- | --------------------- | ------------------------------------ |
|      | 靈仙山   | 1,083.45   | 二等                    | 11.8                  | 花之百名山                           |
|      | 烏帽子岳 | 864.73     | 二等                    | 5.8                   |                                      |
|      | 三國岳   | 894        | 814.97m （三等三角點）  | 4.3                   | 岐阜、三重、滋賀縣界                 |
|      | 鈴岳     | 1,130      |                         | 1.9                   |                                      |
|      | 御池岳   | 1,247      |                         | 0                     | 鈴鹿山脈最高峰 花之百名山            |
|      | 藤原岳   | 1,144      | （標高未確定）          | 4.1                   | 日本三百名山 花之百名山 新花之百名山 |
|      | 龍岳     | 1,099.26   | 二等                    | 7.1                   |                                      |
|      | 三池岳   | 971.46     | 三等                    | 10.6                  |                                      |
|      | 日本コバ | 934.11     | 三等                    | 10.7                  |                                      |
|      | 釋迦岳   | 1,091.89   | 三等                    | 12.8                  |                                      |
|      | 羽鳥峰   | 860        |                         | 13.5                  |                                      |
|      | 尾高山   | 533        |                         | 14.3                  | 釋迦岳東南東方                       |
|      | 國見岳   | 1,170      |                         | 16.9                  | （標高未確定）                       |
|      | 御在所岳 | 1,212      | 1209.37m （一等三角點） | 17.5                  | 日本二百名山                         |
|      | 雨乞岳   | 1237.67    | 三等                    | 17.7                  |                                      |
|      | 綿向山   | 1,110      |                         | 19.5                  |                                      |
|      | 鎌岳     | 1161       |                         | 19.7                  |                                      |
|      | 入道岳   | 905.54     | 三等                    | 22.8                  |                                      |
|      | 仙岳     | 961        |                         | 25.2                  |                                      |
|      | 野登山   | 851.60     | （停止）                | 25.8                  |                                      |
|      | 油日岳   | 693        |                         | 36                    | 最南端                               |

## 發源自鈴鹿山脈的河川
流入伊勢灣及琵琶湖。
- 牧田川（日语：牧田川）（一級河川）
- 員弁川（日语：員弁川）（二級河川）
- 朝明川（日语：朝明川）（二級河川）
- 三滝川（日语：三滝川）（二級河川）
- 鈴鹿川（一級河川）
- 天野川（日语：天野川 (滋賀県)）（一級河川）
- 芹川（日语：芹川 (滋賀県)）（一級河川）
- 犬上川（日语：犬上川）（一級河川）
- 愛知川（日语：愛知川）（一級河川）
- 野洲川（日语：野洲川）（一級河川）

## 主要山口
除鈴鹿峠（國道1號）、石榑峠（國道421號）及新名神高速道路以外，冬季關閉。也會對降雨量實施通行限制。
- 鞍掛峠（日语：鞍掛峠）：國道306號（日语：国道306号）
- 五僧峠（ごそうとうげ）：岐阜縣道、滋賀縣道139號上石津多賀線（日语：岐阜県道・滋賀県道139号上石津多賀線）前的林道時山多賀線
- 白瀨峠（日语：白瀬峠）（白船峠）
- 治田峠（はったとうげ）
- 石榑峠（いしぐれとうげ）：國道421號（日语：国道421号）（石榑峠道路）
- 八風峠（日语：八風峠）（はっぷうとうげ）
- 根之平峠（ねのひらとうげ）
- 國見峠（日语：国見峠）（くにみとうげ）
- 武平峠（日语：武平峠）（ぶへいとうげ）：國道477號（日语：国道477号）（鈴鹿Skyline（日语：鈴鹿スカイライン））
- 水澤峠（すいざわとうげ）
- 鈴鹿峠（日语：鈴鹿峠）：國道1號（鈴鹿隧道）
- 安樂越（日语：安楽越）（あんらくごえ）：新名神高速道路（鈴鹿隧道）、東海自然步道、林道安樂越線
- 坂下峠（さかしたとうげ）：神大瀧林道

## 画像

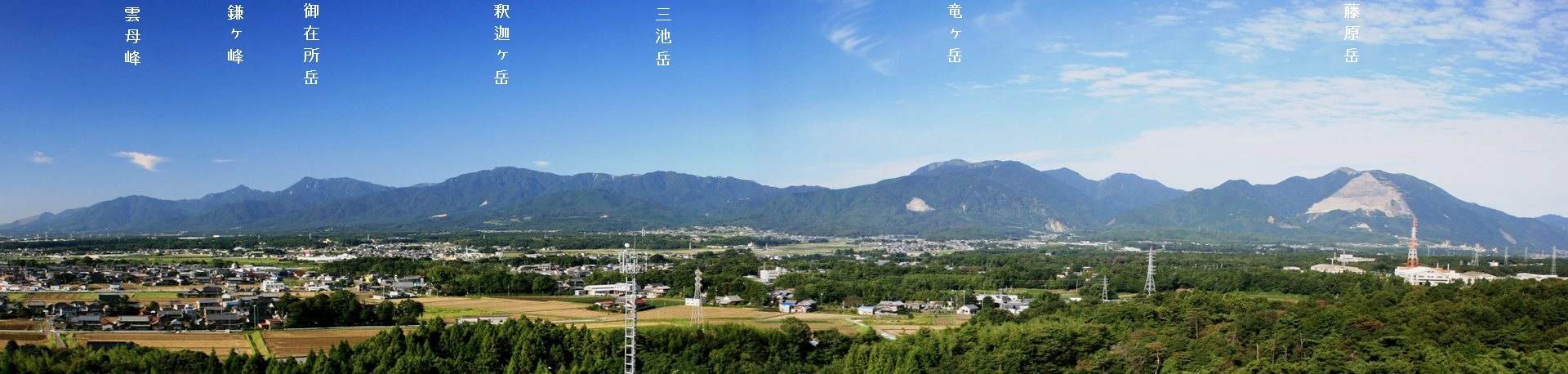
員辨市遠望鈴鹿山脈
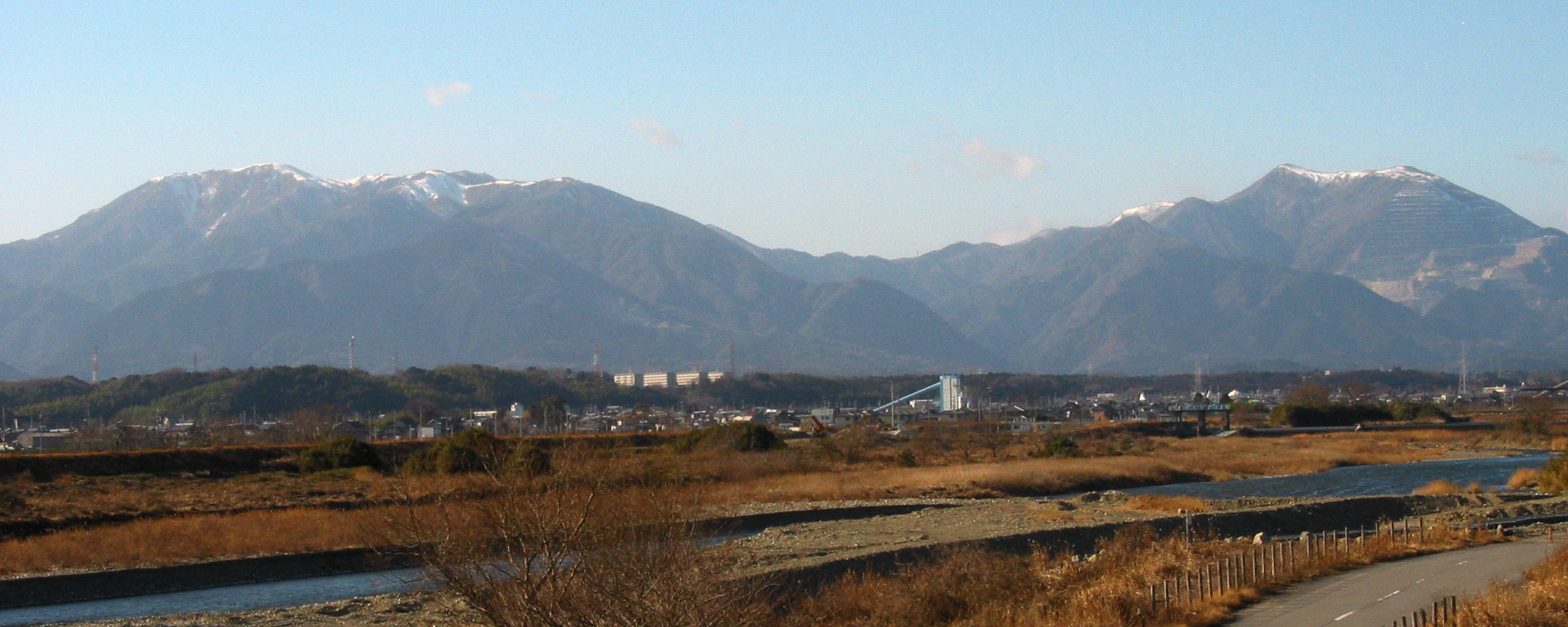
龍岳（左）與藤原岳（右）
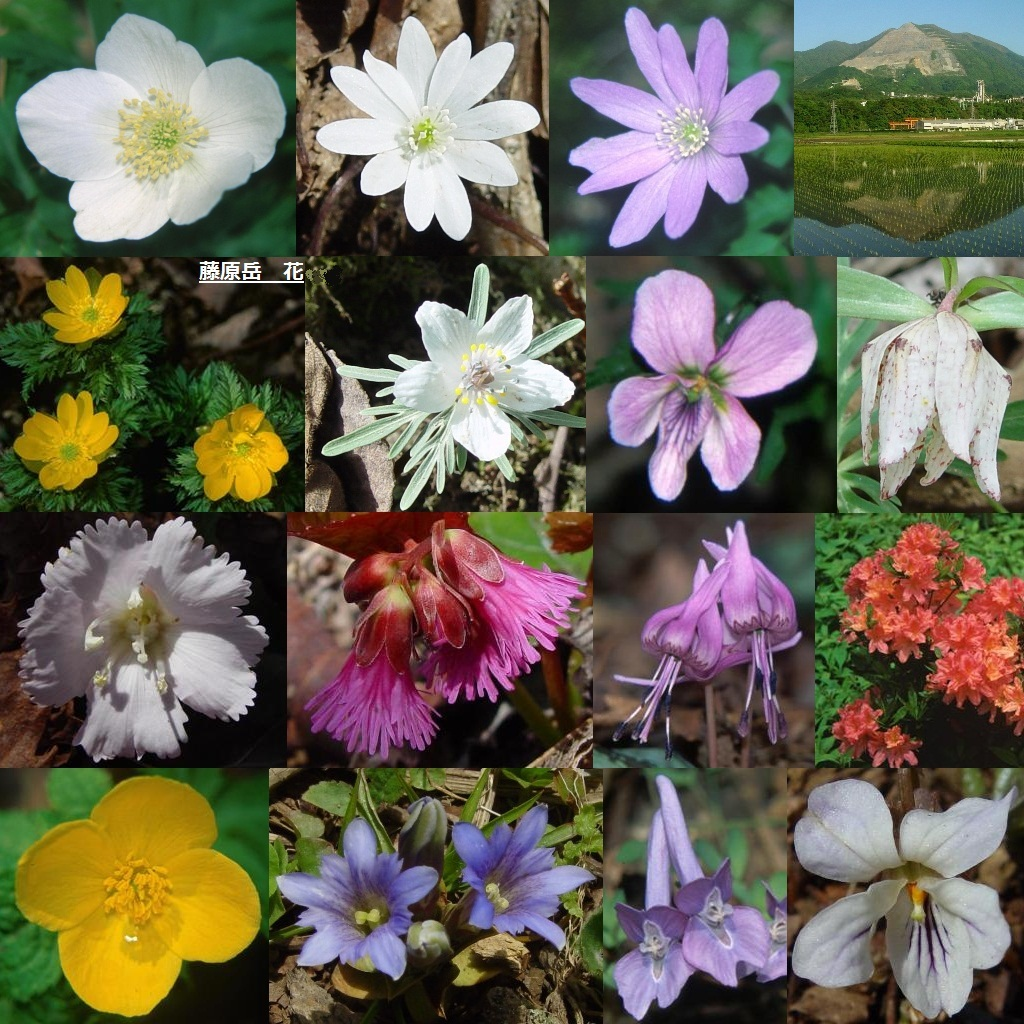
藤原岳的花
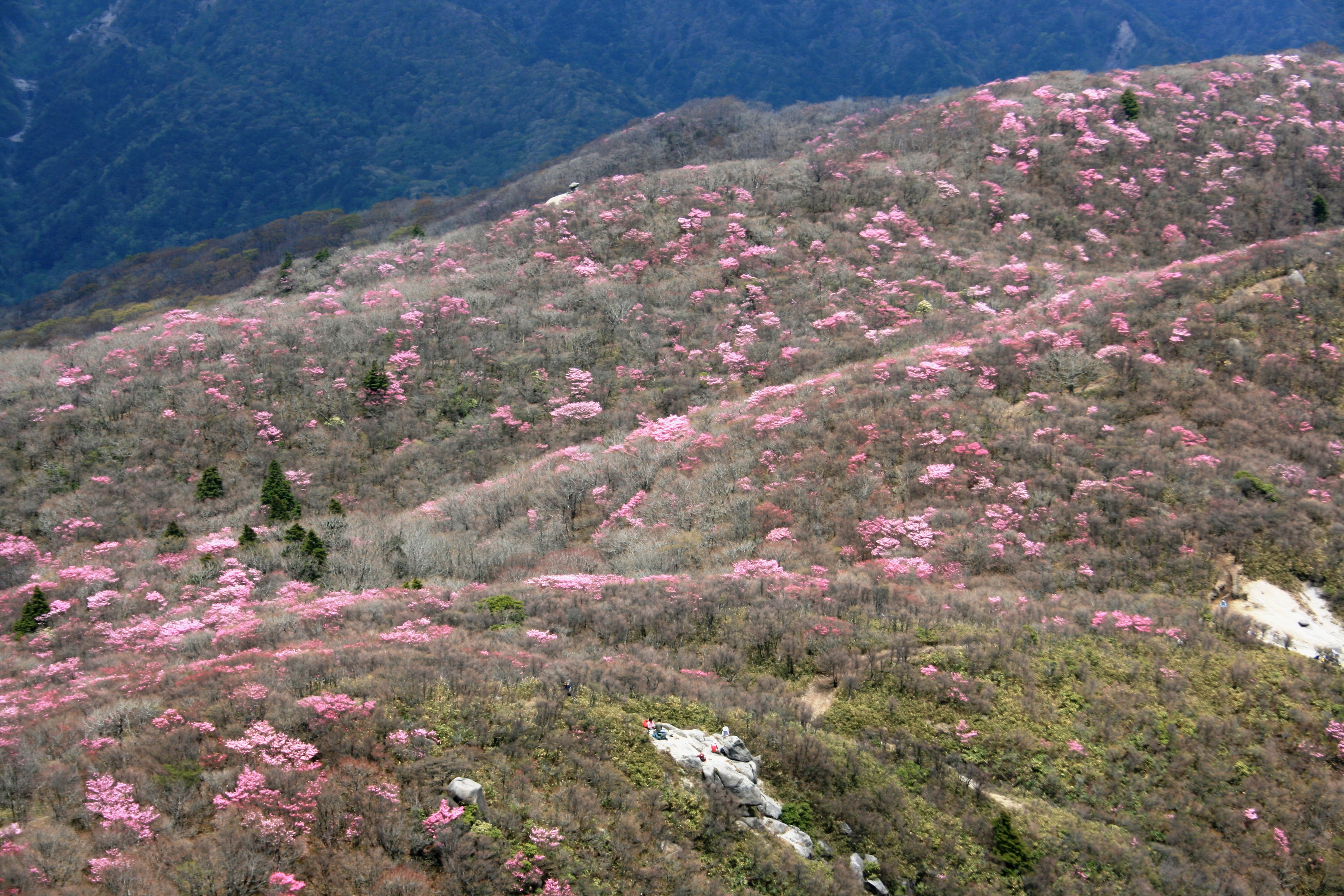
國見岳的赤八汐（日语：ヤシオツツジ）。南部花崗岩質山上有許多杜鵑花科樹木生長。